# Tsukunft
Tsukunft (jiddisch צוקונפֿט, auch Zukunft oder Cukunft transkribiert) war der Name einer 1910 in Warschau gegründeten polnisch-jüdischen Jugendorganisation, in der zunächst sowohl Anhänger der jüdischen sozialistischen Partei Allgemeiner Jüdischer Arbeiterbund („Bund“) als auch der marxistischen Sozialdemokratie des Königreichs Polen und Litauens (SDKPiL) vereint waren. Im Jahre 1916 wurde die offiziell Jugnt Bund Tsukunft genannte Vereinigung offizieller Jugendverband des Bund. Das offizielle Organ des Verbandes war die Zeitschrift Jugnt Veker. 
Während des Zweiten Weltkriegs gehörte sie der im Untergrund wirkenden Jüdischen Kampforganisation (ŻOB) an und beteiligte sich am Widerstand gegen den Nationalsozialismus, insbesondere am Warschauer Ghettoaufstand. Nach dem Krieg wirkten die wenigen Überlebenden im Nachkriegspolen bis 1948 weiter.